# 伊草
伊草（いぐさ）は、埼玉県八潮市の大字及び町名。現行行政地名は大字伊草及び伊草一丁目と伊草二丁目。郵便番号は340-0806。

## 地理
埼玉県の東部地域で、八潮市北西部の沖積平野に位置する。地区の西寄りに葛西用水が東側には八条用水が南北に流れている。東は鶴ケ曽根、松之木、西は緑町、小作田、草加市稲荷、南は緑町、北は新町、草加市稲荷と隣接している。
鉄道利用は草加市にある東武伊勢崎線（東武スカイツリーライン）の草加駅が約2 km程度であり、市内にあるつくばエクスプレスの八潮駅（約3 km）に比べ近い。
全域が市街化区域に指定されている。地区の北部の一部では区画整理が進められていたが、令和3年1月29日に完了している。 。

## 由来
低湿地に生い茂る藺草（イグサ）にちなむと言われている。また、この地はかつては古利根川（現：中川）と綾瀬川に挟まれた低湿地であったため、水草が生い茂る環境であったためその名が生じたとみられている。

## 歴史
もとは江戸期より存在した武蔵国埼玉郡八条領に属する伊草村であった。化政期には持添新田を領していた。

### 沿革
- はじめは幕府領、1670年（寛文10年）より知行は旗本土井氏となるが、1682年（天和2年）より再び幕府領となる[8]。
- 幕末の時点では埼玉郡に属し、明治初年の『旧高旧領取調帳』の記載によると、代官佐々井半十郎支配所が管轄する幕府領であった[9]。
- 1868年（慶応4年）6月19日 - 幕府領が武蔵知県事・山田政則（忍藩士）の管轄となる。
- 1869年（明治2年）1月13日 - 武蔵知県事・河瀬秀治の管轄区域に小菅県を設置、同県の管轄となる。県庁は葛飾郡小菅村に置かれる。
- 1871年（明治4年）11月14日 - 太政官布告第594号により小菅県を廃止。埼玉県の管轄となる。
- 1872年（明治5年） - 大区小区制施行により第1区に属す。
- 1886年（明治19年）4月1日 - 八條村大経寺の八條学校、立野堀村慈尊院の立野堀学校、鶴ケ曽根村医王寺の鳴鶴学校が統合され、地内の円蔵院（現、東漸院）に伊草学校（八潮市立八條小学校の前身）が開校する[10]。
- 1889年（明治22年）4月1日 - 町村制施行に伴ない、南埼玉郡八条村、鶴ヶ曽根村、松之木村、小作田村、立野堀村と合併し八條村が成立、伊草村は南埼玉郡八條村の大字伊草となる。
- 1956年（昭和31年）9月28日 - 八幡村、潮止村と合併し、南埼玉郡八潮村の大字となる。
- 1964年（昭和39年）10月1日 - 町制施行により、南埼玉郡八潮町の大字となる。
- 1967年（昭和42年） - 草加市との境界変更を実施、地区の一部を草加市に編入する[8]。
- 1968年（昭和43年）9月1日 - 草加八潮工業開発土地区画整理事業の完成に伴い、事業区域内にあった地区の一部（字村付191の2他、字上根515の1他、字谷中659の1他）が大字新町に編入される[8][11]。
- 1972年（昭和47年）1月15日 - 市制施行により、八潮市の大字となる。
- 1998年（平成10年）11月21日 - 稲荷伊草第一土地区画整理事業 の完成に伴い、事業区域内にあった地区の一部（字村付、字葛西井堀西、字下根通）が八潮市緑町三丁目、緑町五丁目となる。
- 2021年（令和3年）1月30日 - 稲荷伊草第二土地区画整理事業の完成に伴い、町名および地番が変更され、事業区域内にあった地区の一部（字村付、字葛西井堀西、字上根の各一部、字九反田の全部、字下根通の一部）が八潮市伊草一丁目及び伊草二丁目となる[12]。

## 世帯数と人口
2021年（令和3年）8月1日現在の世帯数と人口は以下の通りである。
| 大字・丁目 | 世帯数  | 人口    |
| ---------- | ------- | ------- |
| 伊草       | 607世帯 | 1,045人 |
| 伊草一丁目 | 425世帯 | 981人   |
| 伊草二丁目 | 265世帯 | 594人   |

## 小・中学校の学区
市立小・中学校に通う場合、学区は以下の通りとなる。
| 大字・丁目 | 番地                         | 小学校               | 中学校             |
| ---------- | ---------------------------- | -------------------- | ------------------ |
| 伊草       | 317〜320                     | −                    | 八潮市立八潮中学校 |
| 伊草       | 316〜320、377〜389、545〜656 | 八潮市立松之木小学校 | −                  |
| 伊草       | 657〜658                     | 八潮市立八條小学校   | −                  |
| 伊草       | 315〜316、545〜658           | −                    | 八潮市立八條中学校 |
| 伊草一丁目 | 全域                         | 八潮市立松之木小学校 | 八潮市立八條中学校 |
| 伊草二丁目 | 全域                         | 八潮市立松之木小学校 | 八潮市立八條中学校 |

## 交通
地内に鉄道は敷設されていない。

### 道路
- 埼玉県道327号草加八潮三郷線
- 青葉通り
- どんぐり遊歩道

## 施設
- 八潮伊草団地
- 伊草天満宮
- 東漸院（旧円蔵院）
- 伊草西児童公園